# Carmen Idal
Carmen Idal fue una cantante de tangos y actriz de cine, radio y teatro argentina en el siglo XX. Actriz de reparto de la época de oro del cine y el teatro argentino, supo lucirse en el género revisteril y en la comedia. 

## Carrera

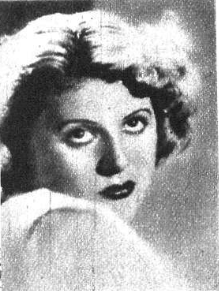
Carmen Idal en 1939.

Según relató en una entrevista, tuvo un frustrado debut como actriz teatral, que luego supo remontar con esmero y dedicación.Intervino en revistas musicales en diversos teatros, con el tango realizó no solo algunas giras dentro del país, también por países limítrofes.
Comenzó cantando en LS6 Radio del Pueblo en 1941, acompañada por las guitarras de Legarreta y Di Nápoli. Pasó, más adelante, por la ya desaparecida Radio Stentor y, en 1945, por LR3 Radio Belgrano y, paralelamente, por LR1 Radio El Mundo.  
Debuta cinematográficamente junto a Lucho Córdova con la película chilena Hoy comienza mi vida (1944). En 1948 trabaja en una película coproducida entre Argentina y Uruguay titulada Así te deseo, con Roberto Airaldi, Anaclara Bell y Daniel de Alvarado. En Argentina hizo solo una intervención en una película, en 1950, participando de la comedia Campeón a la fuerza, junto a los cómicos Carlos Castro, Dringue Farías y Tono Andreu.
Durante la primera presidencia constitucional de Juan Domingo Perón forma parte de la lista de las actrices elegidas por Juan Duarte, junto con Elina Colomer, Fanny Navarro, Maruja Montes, Amelita Vargas, Nelly Daren, Anita Larronde y Ana María Lynch.
En su vocación como cantante de tango trabajó en Chile junto con el bandoneonista y compositor argentino Gabriel Clausi. También compartió escenario en Chile con Tania y Roberto Díaz. Grabó con el trío de Rafael Rossi y los hermanos Casadei. El 15 de junio de 1967, registró “Como abrazado a un rencor” y tiempo después “Milonga que peina canas”.
En 1952 integra una compañía radioteatral con el primer actor Agustín Irusta. También fue una figura exclusiva de Radio Argentina. Su labor radiofónica, con algunas intermitencias como durante la Revolución Libertadora cuando tuvo complicaciones para actuar en radio, continuó hasta 1974 cuando decidió poner fin a su trabajo artístico.

## Filmografía
- 1944: Hoy comienza mi vida (Película chilena)
- 1948: Así te deseo.
- 1950: Campeón a la fuerza.

## Teatro
- 1941: Com`as anduriñas (Como las golondrinas).[5]
- 1948: Aquí ganamos la mayoría, en el Teatro Maipo, junto a Marcos Caplán, Iris Donnath, Zoraida Marrero, Sofía Bozán, Thelma Carló, Carlos Castro, Dringue Farías y Amalia Montero.[6]
- 1948: Historia cómica de Buenos Aires.
- 1950: Canciones y ritmos del mundo, en el Teatro Casino. En el elenco estaban también Pepe Arias, Blackie, Tato Bores, Alfredo Jordán, Maruja Montes y Margarita Padín.[7]
- 1951: No hay país como el nuestro. Historia cómica del medio siglo, junto a Tato Bores, Sofía Bozán, Marcos Caplán, Carlos Castro, María Esther Gamas, Zoraida Marrero, Vicente Rubino y Adolfo Stray.
- 1952: Allá en el año 2000..., con la "Compañía Argentina de Grandes Revistas", junto a Adolfo Stray, Tato Bores, Nélida Roca, Carlos Castro, Sofía Bozán, María Esther Gamas y Mireya Zuliani. Estrenada en el Teatro Maipo.[8]
- 1953: Buenos Aires versus París, con la "Compañía Argentina de Grandes Revistas", con un amplio elenco en la que se encontraban Miguel de Molina, Alberto Anchart, Tito Lusiardo, Severo Fernández, Ubaldo Martínez, Alfredo Barbieri y Blanquita Amaro, entre otros.
- 1953: Un kilo de revista, junto a Alberto Anchart, Wanda Curtis, Ricardo Duggan, Severo Fernández, Carlos Fioriti, Olga Gatti, Nenina Fernández, Tito Lusiardo, Ubaldo Martínez y Nélida Roca.
- 1953: Los platos del día,junto a Alberto Anchart, Wanda Curtis, Ricardo Duggan, Severo Fernández, Carlos Fioriti, Olga Gatti, Nenina Fernández, Tito Lusiardo, Ubaldo Martínez y Nélida Roca.
- 1955: La tercera diversión, junto a la "Compañía Argentina de Grandes Revistas", encabezada por Olinda Bozán, con Alberto Anchart, Tito Lusiardo, Severo Fernández, Ubaldo Martínez, Alfredo Barbieri, Maruja Montes y Don Pelele, entre otros. Estrenada en el T. El Nacional.

## Discografía
- Tres amigos, con la Orquesta de Gabriel "Chola" Clausi.[9]
- Gloria (tango de Humberto Canaro- Armando J.M Tagini).